# Blaesoxipha piauhyensis
Blaesoxipha piauhyensis är en tvåvingeart som beskrevs av Guilherme A.M.Lopes och Teixeira Alves 1988. Blaesoxipha piauhyensis ingår i släktet Blaesoxipha och familjen köttflugor. Inga underarter finns listade i Catalogue of Life.